# Station America (voormalig station)
Station America is het voormalige station van America, gemeente Horst aan de Maas. Het station werd geopend op 1 oktober 1866 en gesloten in mei 1938. Het station was voorzien van een stationsgebouw dat werd gebouwd in 1894, en gesloopt in 1970. Daarvoor deed het gebouw een tijd dienst als school.

## Ligging
Station America was gelegen aan de spoorlijn Venlo - Eindhoven (Staatslijn E), ten westen van het dorp America.

## Trivia
De dialect- en Tex-Mexband Rowwen Hèze, afkomstig uit America, heeft in 1993 een muziekalbum gemaakt met de titel "Station America".